# المشبة (قفل شمر)

تعديل مصدري - تعديل

المشبة هي إحدى قرى عزلة شمرين بمديرية قفل شمر التابعة لمحافظة حجة، بلغ تعداد سكانها 164 نسمة حسب تعداد اليمن لعام 2004.